# گنجنامه: فرهنگ آثار معماری اسلامی ایران
گنجنامه کتابی به‌کوشش کامبیز حاجی قاسمی است که در سال ۱۳۷۷ منتشر و در مراسم کتاب سال جمهوری اسلامی ایران به‌عنوان کتاب برگزیده معرفی شد.